# Hayfork (Kalifornija)
Hayfork je naseljeno područje za statističke svrhe u američkoj saveznoj državi Kalifornija. Prema popisu stanovništva iz 2010. u njemu je živjelo 2.368 stanovnika.